# Johannes van Laar
Johannes van Laar (10 juillet 1860 à 's-Gravenhage - 9 décembre 1938 à Montreux) est un chimiste néerlandais qui est surtout connu pour les équations concernant l'activité chimique (équation de van Laar).

## Biographie
Van Laar a perdu ses parents tôt, sa mère en 1862 et son père en 1873. À partir de ce moment, son oncle NA Rost van Tonningen était responsable de lui. Il a terminé l'école en 1876 et a rejoint le Royal Naval Institute à Willemsoord. Après plusieurs voyages sur des bateaux à vapeur et après avoir atteint le grade de sous-lieutenant, il demanda sa libération lorsqu'il devint majeur.
Van Laar a commencé ses études de physique, de chimie et de mathématiques à l'université d'Amsterdam en 1891. Johannes van der Waals et Jacobus Henricus van 't Hoff étaient tous deux professeurs dans cette université à cette époque.
Son éducation l'a privé de l'obtention d'un doctorat, donc une carrière dans une université néerlandaise était presque impossible. Après avoir été enseignant dans un collège, il devient professeur non rémunéré à l'université d'Amsterdam en 1898 et assistant de Bakhuis Roozeboom en 1902. Van der Waals s'est opposé à plusieurs des promotions de van Laar, par exemple en devenant professeur rémunéré en 1902 et après la mort de Roozeboom, il tente de devenir professeur de chimie mathématique en 1907. Van Laar a été nommé professeur de mathématiques en 1907 mais a été rejeté comme professeur en 1910. Ce rejet a conduit à une dépression mentale et il a par la suite démissionné de son poste. Il se rend à Tavel-sur-Clarens en Suisse jusqu'à sa mort en 1938.
En 1930, il devient membre de l'Académie royale des arts et des sciences des Pays-Bas.

## Sources
- Van Emmerik, « Dissertation: J. J. van Laar (1860–1938) :--a mathematical chemist », Technical University Delft, 21 mars 1991 (consulté le 6 mars 2011).
- « Johannes Jacobus van Laar », Biografisch Portaal van Nederland (consulté le 6 mars 2011).
- « LAAR, Johannes Jacobus van (1860–1938) », Biografisch Woordenboek van Nederland (consulté le 6 mars 2011).
- « Past Members of the Koninklijke Nederlandse Academie van Wetenshappen: J.J. van Laar (1860–1938) » (consulté le 6 mars 2011).
- Levelt, « Van der Waals, Korteweg, van Laar: a Maple Excursion into the Thermodynamics of Binary » (consulté le 6 mars 2011).
- Snelders, « The Dutch Physical Chemist J. J. van Laar (1860?1938) Versus J. H. van 't Hoff's ?Osmotic School? », Centaurus, vol. 29, no 1,‎ 1986, p. 53–71 (DOI 10.1111/j.1600-0498.1986.tb00881.x, Bibcode 1986Cent...29...53S).
- Wisniak, « Johannes Jacobus van Laar Unappreciated Scientist », The Chemical Educator, vol. 5, no 6,‎ 2000, p. 335–339 (DOI 10.1007/s00897000429a).
- Van Klooster, « J. J. van Laar: Pioneer in chemical thermodynamics », Journal of Chemical Education, vol. 39, no 2,‎ 1962, p. 74 (DOI 10.1021/ed039p74, Bibcode 1962JChEd..39...74V).